# النطحة (نحت)
النطحة (بالفرنسية: Coup de tête)‏ هو نحت للفنان الفرنسي الجزائري عادل عبد الصمد. يبلغ طوله 5 أمتار (16.4 قدم) وهو مصنوع من البرونز. تم الكشف عنها في 26 أيلول / سبتمبر 2012 عندما عُرضت أمام مركز جورج بومبيدو في باريس، فرنسا.

## الخلفية
يصور النحت حادثة وقعت في الدقيقة 110 من المباراة النهائية في كأس العالم لكرة القدم 2006 بين فرنسا وإيطاليا عندما قام زين الدين زيدان بنطح المدافع الإيطالي ماركو ماتيرازي في صدره بعد أن أثاره ماتيرازي لفظيا. من ثم تلقى زيدان بطاقة حمراء وطرد. خسرت فرنسا المباراة التي كانت مباراة زيدان النهائية لاعب كرة قدم محترف.

## المعرض

### مركز جورج بومبيدو
بعد أن خسرت فرنسا المباراة بعد ذلك وصفها منظم المعارض آلان ميشو بأنها «... ضد تقليد جعل التماثيل تكريما لانتصارات معينة وهي عقدة لهزيمة».
في نوفمبر 2012 عرض ماتيرازي صورة أمام التمثال وقام بتحميلها على حسابه في تويتر مع تعليق: «أنا أحب الكارهين».

### هيئة متاحف قطر
كجزء من برنامج الفن العام لهيئة متاحف قطر تم تقديم النحت إلى الدوحة بمبلغ غير معلوم في 4 أكتوبر 2013 ويهدف إلى تركيبه بشكل دائم على كورنيش الدوحة بالقرب من مطعم المرجان.
قال جان بول إنجلين مدير الفن العام في هيئة متاحف قطر أنه يتوقع أن يكون النحت شائعا بنفس القدر في قطر:
ومع ذلك تم إزالة النحت في 30 أكتوبر بسبب انتقادات من المحافظين الإسلاميين الذين اشتكوا من أن تمجيد أعمال العنف الشائنة يشكل مثالا سيئا للشباب المحلي ويحد من الوثنية. ثم انتقلت إلى المتحف العربي للفن الحديث في الدوحة.